# Mistrzostwa Polski w Judo 1997
41. edycja Mistrzostw Polski w judo odbyła się w dniach 30 maja - 1 czerwca 1997 roku w Bielsku-Białej.

## Medaliści 41 Mistrzostw Polski

### Kobiety
| Konkurencja: | Złoto:               | Srebro:             | Brąz:                                 |
| 48 kg        | Anna Żemła-Krajewska | Barbara Krzywda     | Monika Cabaj Katarzyna Kasprowicz     |
| 52 kg        | Dorota Wota          | Małgorzata Wielgosz | Barbara Gdańska Agata Wolska          |
| 56 kg        | Beata Kucharzewska   | Marzena Węgrzyn     | Inga Kołodziej Aneta Łoś              |
| 61 kg        | Irena Tokarz         | Beata Wolska        | Patrycja Bokiej Kinga Jurek           |
| 66 kg        | Aneta Szczepańska    | Agata Mróz          | Agnieszka Szaj Monika Pszenna         |
| 72 kg        | Izabela Lubczyńska   | Anna Koroza         | Adriana Dadci Beata Walczak           |
| +72 kg       | Beata Maksymow       | Marta Kołodziejczyk | Małgorzata Górnicka Aneta Kaczorowska |
| open         | Beata Maksymow       | Irena Tokarz        | Agata Mróz Beata Wolska               |

### Mężczyźni
| Konkurencja: | Złoto:           | Srebro:              | Brąz:                                   |
| 60 kg        | Arkadiusz Żaczek | Remigiusz Ławniczek  | Dariusz Świercz Artur Brzeziński        |
| 65 kg        | Jarosław Lewak   | Piotr Kamrowski      | Robert Zaczkiewicz Jacek Cyran          |
| 71 kg        | Piotr Sadowski   | Marek Krajewski      | Robert Gniezdziński Mariusz Skrzesiński |
| 78 kg        | Robert Krawczyk  | Jarosław Lewandowski | Waldemar Banaszak Bronisław Wołkowicz   |
| 86 kg        | Marek Pisula     | Grzegorz Borowiec    | Paweł Korycki Waldemar Bączek           |
| 95 kg        | Paweł Nastula    | Jarosław Poździk     | Marek Wróbel Leszek Lisowski            |
| +95 kg       | Rafał Kubacki    | Marek Pitula         | Marek Berezowski Jacek Czarkowski       |
| open         | Rafał Kubacki    | Artur Bodziacki      | Tomasz Tybuś Paweł Smoliniec            |